# Lorenzo Chiarinelli
Lorenzo Chiarinelli (Concerviano, 16 marzo 1935 – Rieti, 3 agosto 2020) è stato un vescovo cattolico italiano.

## Biografia
È nato a Pratoianni, frazione di Concerviano, in provincia e diocesi di Rieti, il 16 marzo 1935 da Olindo e Olga.

### Formazione e ministero sacerdotale
Ha frequentato a Rieti le scuole medie e il seminario, dove ha concluso gli studi ginnasiali. Si è in seguito iscritto al Pontificio seminario regionale umbro di Assisi per seguire i corsi filosofico-teologici.
Il 15 settembre 1957 è stato ordinato presbitero, a Rieti, dal vescovo Raffaele Baratta.
Dopo l'ordinazione ha continuato gli studi fino ad ottenere la licenza in teologia presso la Pontificia Università Gregoriana, specializzandosi poi alla Pontificia Università Lateranense. Nella diocesi natale ha ricoperto diversi incarichi: è stato docente di religione al liceo classico "Varrone" e insegnante di filosofia, etica e antropologia culturale in alcuni istituti di istruzione. Nel 1972 è stato nominato vicario episcopale per l'azione pastorale, mentre nel 1981 vicario episcopale per il laicato e direttore dell'ufficio catechistico diocesano.
È stato vice assistente ecclesiastico centrale della FUCI dal 1967 al 1974, poi del "Movimento dei Laureati" e del MEIC. Ha insegnato, inoltre, patristica e letteratura cristiana all'Istituto di catechesi missionaria della Pontificia università urbaniana a Roma.

### Ministero episcopale
Il 21 gennaio 1983 papa Giovanni Paolo II lo ha nominato vescovo di Aquino, Sora e Pontecorvo; è succeduto a Carlo Minchiatti, precedentemente nominato arcivescovo metropolita di Benevento. Il 27 febbraio seguente ha ricevuto l'ordinazione episcopale, nella cattedrale di Rieti, dal cardinale Sebastiano Baggio, prefetto della Congregazione per i vescovi, co-consacranti Francesco Amadio, vescovo di Rieti, e Dino Trabalzini, arcivescovo di Cosenza, già vescovo di Rieti. Il 13 marzo ha preso possesso della diocesi, a Sora.
Il 30 settembre 1986, dopo l'unione delle sedi affidategli, è diventato il primo vescovo di Sora-Aquino-Pontecorvo.
Il 27 marzo 1993 è stato trasferito dallo stesso pontefice alla diocesi di Aversa, dove è succeduto a Giovanni Gazza, dimessosi per motivi di salute. Il 29 maggio successivo ha preso possesso della diocesi, nella cattedrale di San Paolo ad Aversa.
Il 30 giugno 1997 papa Giovanni Paolo II lo ha nominato vescovo di Viterbo, succedendo così a Fiorino Tagliaferri, ritiratosi per raggiunti limiti di età. Il 4 ottobre dello stesso anno ha preso possesso della diocesi.
La sua notorietà è cresciuta per aver negato ad una coppia di venticinquenni il matrimonio per una presunta "impotenza copulativa" del ragazzo, paraplegico a seguito di un incidente stradale.
È stato anche presidente della Commissione per la catechesi e la dottrina della fede in seno alla Conferenza Episcopale Italiana e pertanto ha curato tutta la fase di realizzazione per l'approvazione dei testi dei catechismi. È stato inoltre membro della Congregazione delle cause dei santi.
Il 6 settembre 2009 ha accolto papa Benedetto XVI in occasione della sua visita alle città di Viterbo e Bagnoregio.
L'11 dicembre 2010 papa Benedetto XVI ha accettato la sua rinuncia, presentata per raggiunti limiti di età, al governo pastorale della diocesi di Viterbo; gli è succeduto Lino Fumagalli, fino ad allora vescovo di Sabina-Poggio Mirteto. È rimasto amministratore apostolico della diocesi fino all'ingresso del successore, avvenuto il 27 febbraio 2011.
È morto a Rieti, all'età di 85 anni, il 3 agosto 2020. Dopo le esequie, celebrate il 4 agosto in piazza Cesare Battisti a Rieti dal vescovo Domenico Pompili, e il 5 agosto nella basilica santuario della Madonna della Quercia a Viterbo dal vescovo Lino Fumagalli, è stato sepolto in quest'ultimo edificio.

## Genealogia episcopale
La genealogia episcopale è:
- Cardinale Scipione Rebiba
- Cardinale Giulio Antonio Santori
- Cardinale Girolamo Bernerio, O.P.
- Arcivescovo Galeazzo Sanvitale
- Cardinale Ludovico Ludovisi
- Cardinale Luigi Caetani
- Cardinale Ulderico Carpegna
- Cardinale Paluzzo Paluzzi Altieri degli Albertoni
- Papa Benedetto XIII
- Papa Benedetto XIV
- Cardinale Enrico Enriquez
- Arcivescovo Manuel Quintano Bonifaz
- Cardinale Buenaventura Córdoba Espinosa de la Cerda
- Cardinale Giuseppe Maria Doria Pamphilj
- Papa Pio VIII
- Papa Pio IX
- Cardinale Alessandro Franchi
- Cardinale Giovanni Simeoni
- Cardinale Antonio Agliardi
- Cardinale Basilio Pompilj
- Cardinale Adeodato Piazza, O.C.D.
- Cardinale Sebastiano Baggio
- Vescovo Lorenzo Chiarinelli

## Opere
- AA. VV., Ripensare Loreto, Napoli, M. D'Auria, 1986.
- Lorenzo Chiarinelli e Ernesto Vecchi, Tutti chiamati a servire, Bologna, EDB, 1991, ISBN 8810901584.
- Lorenzo Chiarinelli, Presbiteri e vescovo: a servizio della comunione, Bologna, EDB, 1991, ISBN 8810501616.
- Lorenzo Chiarinelli, La catechesi verso il terzo millennio, Napoli, Grafitalica, 2000, ISBN 8887773440.
- Lorenzo Chiarinelli, Padre, dimmi una parola, Bologna, EDB, 2007, ISBN 9788810808214.